# Charles de Viry
Le comte Charles de Viry, né le 26 juin 1809 à Douglas (île de Man) et mort le 5 février 1888 à Chambéry, est un magistrat et homme politique, issu d'une vieille famille noble savoyarde.

## Biographie

### Famille
Charles Joseph Hippolyte de Viry naît le 26 juin 1809, à Douglas (île de Man). Il est le fils de François-Joseph-Marie-Henri La Perrière de Viry (né en 1766 à Londres et mort en 1820 à Tours), militaire de carrière au service du roi de Sardaigne, qui démissionne pour passer sous celui du futur roi du Royaume-Uni, George IV, et qui devient par ailleurs membre de la Chambre des Communes. Il est par ailleurs le petit-fils de Justin de Viry, ancien ambassadeur du roi de Sardaigne-Piémont à Londres.
Ce dernier avait émigré en Angleterre pendant l'occupation de la Savoie par les troupes françaises. François épousa Augusta Montagu-Sandwich (1769-1849), fille de John Montagu (4e comte de Sandwich), avec qui il aura quatre fils et quatre filles. Charles est le dernier né. Son père ne revient qu'à partir de 1818 dans les terres familiales.
Charles de Viry épouse, en septembre 1839, Rose-Jeanne-Marie, dite Jenny, de Piochet de Salins (1807-1842). Ils auront un fils, Edmond (...-1881), capitaine d'artillerie dans l'armée sarde, sans alliance ni postérité et une fille, Albertine, morte enfant.

### Carrière
Charles de Viry fait des études de droit. Il est conseiller à la cour d'appel de Nice,.
Après une carrière de magistrat, il est élu en 1853 comme député de la Savoie au Parlement de Turin, représentant le collège de Saint-Julien lors de la IVe législature. Il succède en fait à Hippolyte Pissard (1849-1852), puis à Eugène de Roussy de Sales (1852-1853).
Il déclare en 1859 à la Chambre « Je sais que vous viendrez me dire que nous sommes les représentants de la nation entière et non pas d'une province. Mais vous aurez beau faire, vous n'abaisserez pas les Alpes qui séparent la Savoie de l'Italie et vous ne ferez jamais de la Savoie une province italienne ! »,, modifiant une citation antérieure,. Il exprime ainsi le sentiment des Savoyards face à la politique du Risorgimento de la maison de Savoie, qui les engage dans une guerre contre l'Autriche qui leur semble éloignée de leurs préoccupations. Son opposition lui vaut d'être privé de parole lors de la séance du 9 février 1859. Alors qu'il menace de donner sa démission, le président du Conseil Cavour l'invite à donner également celle de conseiller.
Au lendemain de l'annexion du duché de Savoie, en 1860, il devient conseiller à la cour royale d'appel de Chambéry, puis termine sa carrière comme conseiller honoraire à la cour d'appel de Caen.
Charles de Viry meurt le 5 février 1888, dans l'ancienne capitale du duché, Chambéry.

## Décorations
Charles de Viry a été fait :
- Chevalier de l'ordre des Saints-Maurice-et-Lazare[3]
- Chevalier de la Légion d'honneur[1]